# Kende Géza (újságíró)
Kende Géza, született Kohn Géza (Budapest, 1878. november 13. – Cleveland, Ohio, 1933. február 28.) magyar újságíró, író.

## Életútja
Kohn Lipót kereskedő és Auspitz Ilona fiaként született izraelita családban. Cserna Endre (Heimann, 1882–1929) amerikai újságíró volt, aki Pittsburgh-ban, majd Clevelandben német és magyar nyelvű lapokat adott ki. Nála, a clevelandi Szabadság című lapnál dolgozott Kende Géza újságíró. Kende az olvasó közönségnél az amerikai magyarság és a magyar-amerikai kapcsolatok megismertetésére törekedett. A Szabadság szinte minden számában erről a témáról írt, végül 1927-ben a lapkiadó, Cserna Endre közreadta Kende Géza kétkötetes munkáját Magyarok Amerikában címmel. Nagy áldozat volt ez abban az időben egy lapkiadótól, a könyv kiadásától számított második évben Cserna Endre meghalt, a lap szerkesztése és írása teljesen Kende Gézára maradt.
Napi két órában már Vasváry Ödön is segített a szerkesztésben és írásban még Cserna életében, így Vasváry tanúja volt annak, hogyan született meg Kende Géza kétkötetes dicséretes munkája. Nagy írók és gyűjtők munkáira támaszkodott, Pivány Jenő írásaira, Feleky Károly hungarika gyűjteményére, s a Szabadság bekötött évfolyamaira. Rácz-Rónay Károly munkásságára is hivatkozik Kende Géza köteteinek előszavában. Rácz-Rónay Károly (1886-1927 után) eredetileg újságíró volt, majd diplomáciai pályára lépett, s közben szorgosan kutatta az amerikai emigráció történetét, s azok közé tartozott, akik felgyűjtött anyagukkal szívesen segítettek másoknak. Kende jó tollú és éles szemű újságíró volt, nagyszerű krónikás, s olvasmányosan megírta a Magyarok Amerikában című két vaskos kötetet. Az amerikai magyarság hálás volt az ő munkájáért, ünnepelték, tiszteletére bankettet rendeztek Clevelandben a West Side-i régi Önképzőkör Fulton Road-i termében. A 20. század első negyedében hasonlóan nagyon népszerű amerikai magyar újságíró Kohányi Tihamér (1863-1913), a Szabadság korábbi tulajdonosa és szerkesztője volt.
Sajnos Kende Géza magyarországi fogadtatása kívánni valót hagyott maga után, ezt is Vasváry Ödön elbeszéléséből tudjuk. 1928-ban a New York-i Kossuth szobor avatására népes magyarországi delegáció érkezett, ezt a sikeres ünnepséget a New York-i Amerikai Magyar Népszava szervezte. Cserna Endre, a Szabadság szerkesztője sem akart lemaradni, még 1928-ban megszervezett egy zarándoklatot az óhazába. A népes amerikai magyar delegáció át is kelt az óceánon a „Berengária” nevű óriáshajón. Budapesten ünnepélyesen fogadták őket. Horthy Miklós kormányzó adott fogadást a királyi palota kristálytermében. Mielőtt a kormányzó belépett volna, a szervezők előtérbe helyeztek 10 főt, hogy majd a kormányzó azokkal fog kezet, a 10 fő közé került Cserna Endre, Vasváry Ödön és Kende Géza is, de pár perc múltán egy másik szervező kiállította Kende Gézát a sorból és mást állított be a helyébe. Kende gyorsan elment, a népes tömegben ezt kevesen vették észre. Ennek az oka feltehetően az lehetett, hogy Kende egy korábbi amerikai kérész életű lapban, A Hét címűben még az 1920-as évek első felében kritikai hangnemben írt a Horthy-uralomról, s ezt nem felejtették el neki. Kende nem sértődött meg, nem érzékenykedett, a Szabadság 1929. évi naptárában szép riportot írt az amerikai magyarok óhazai zarándokútjáról.
Kende szorgalmasan szerkesztette és írta a Szabadságot, s közben tervezett egy harmadik kötetet is az amerikai magyar emigrációról, amely az első világháború kezdetétől tartó időszakot foglalta volna magában, de a sok munka és korai halála ebben megakadályozta. 1933-ban halt meg, temetésén rengeteg ember rótta le kegyeletét. Sírja nincs, mivel holttestét elhamvasztották. Munkája és emléke fennmaradt.

## Kötetei
- Magyarok Amerikában Az amerikai magyarság története 1583-1926, 1-2.; A Szabadság, Cleveland, 1927, 375 o.+498 o.[3]